# Typhlops veddae
Typhlops veddae — неотруйна змія з роду Сліпун родини Сліпуни. Отримав назву на честь народу веди, що мешкає на острові Шрі-Ланка.

## Опис
Загальна довжина досягає 15 см. Голова невелика, широка. Очі не закриті плівкою, чіткі. Рот великий, тягнеться до очей. Ростральний щиток на початку широкий, згодом звужується, становить 1/3 ширини голови. Тулуб дуже тонкий, його довжина у 60 разів більше за ширину. Луска гладенька, утворює 20 рядків.
Забарвлення спини лавандово—сіре. Черево світлого кольору з численними темними плямами.

## Спосіб життя
Полюбляє лісисту місцину, пухкий ґрунт. Активний вночі. Вдень ховається серед опалого листя, під камінням, під землею. Харчується безхребетними.
Це яйцекладна змія. Самиця відкладає до 7—10 дитинчат.

## Розповсюдження
Мешкає на півночі та сході о.Шрі-Ланка.